# Diocesi di Marbel
La diocesi di Marbel (in latino: Dioecesis Marbeliana) è una sede della Chiesa cattolica nelle Filippine suffraganea dell'arcidiocesi di Cotabato. Nel 2021 contava 1.649.420 battezzati su 2.085.160 abitanti. È retta dal vescovo Cerilo Allan Uy Casicas.

## Territorio
La diocesi comprende le province filippine di South Cotabato e Sarangani, nonché parte della provincia di Sultan Kudarat.
Sede vescovile è la città di Koronadal (nota anche come Marbel), dove si trova la cattedrale di Cristo Re.
Il territorio si estende su 10.000 km² ed è suddiviso in 29 parrocchie.

## Storia
La prelatura territoriale di Marbel fu eretta il 17 dicembre 1960 con la bolla Quod praelaturae di papa Giovanni XXIII, ricavandone il territorio dalla prelatura territoriale di Cotabato (oggi arcidiocesi). Originariamente era suffraganea dell'arcidiocesi di Cagayan de Oro.
Nel 1963 fu istituito il seminario diocesano.
Il 29 giugno 1970 entrò a far parte della provincia ecclesiastica dell'arcidiocesi di Davao.
Nel 1973 scoppiò un conflitto tra la popolazione musulmana e la popolazione cristiana. La Chiesa cattolica cercò di superare le tensioni, offrendo rifugio ai musulmani e in qualche caso denunciando le atrocità commesse contro di loro. Il conflitto si aggravò con l'intervento dei militari, che imposero la legge marziale e si macchiarono di ripetuti abusi contro la popolazione.
Il 5 novembre 1979 è divenuta suffraganea dell'arcidiocesi di Cotabato.
Il 15 novembre 1982 la prelatura territoriale è stata elevata a diocesi con la bolla Cum Decessores di papa Giovanni Paolo II.

## Cronotassi dei vescovi
Si omettono i periodi di sede vacante non superiori ai 2 anni o non storicamente accertati.
- Charles Quentin Bertram Olwell, C.P. † (19 gennaio 1961 - 18 novembre 1969 dimesso)
- Reginald Edward Vincent Arliss, C.P. † (18 novembre 1969 - 1º ottobre 1981 ritirato)
- Dinualdo Destajo Gutierrez † (1º ottobre 1981 succeduto - 28 aprile 2018 ritirato)
- Cerilo Allan Uy Casicas, dal 28 aprile 2018

## Statistiche
La diocesi nel 2021 su una popolazione di 2.085.160 persone contava 1.649.420 battezzati, corrispondenti al 79,1% del totale.
| anno | popolazione | popolazione | popolazione | presbiteri | presbiteri | presbiteri | presbiteri                | diaconi | religiosi | religiosi | parrocchie |
| anno | battezzati  | totale      | %           | numero     | secolari   | regolari   | battezzati per presbitero | diaconi | uomini    | donne     | parrocchie |
| ---- | ----------- | ----------- | ----------- | ---------- | ---------- | ---------- | ------------------------- | ------- | --------- | --------- | ---------- |
| 1970 | 410.795     | 470.611     | 87,3        | 35         | 3          | 32         | 11.737                    |         | 64        | 85        | 14         |
| 1980 | 599.602     | 705.413     | 85,0        | 41         | 24         | 17         | 14.624                    |         | 63        | 79        | 18         |
| 1990 | 908.664     | 1.135.830   | 80,0        | 46         | 32         | 14         | 19.753                    |         | 40        | 67        | 23         |
| 1999 | 1.072.669   | 1.390.770   | 77,1        | 70         | 55         | 15         | 15.323                    |         | 33        | 105       | 22         |
| 2000 | 1.081.035   | 1.401.992   | 77,1        | 73         | 56         | 17         | 14.808                    |         | 35        | 110       | 22         |
| 2001 | 1.166.701   | 1.513.094   | 77,1        | 73         | 56         | 17         | 15.982                    |         | 35        | 110       | 23         |
| 2002 | 1.167.049   | 1.513.094   | 77,1        | 77         | 57         | 20         | 15.156                    |         | 34        | 93        | 23         |
| 2003 | 1.184.554   | 1.535.790   | 77,1        | 76         | 57         | 19         | 15.586                    |         | 36        | 119       | 24         |
| 2004 | 1.202.322   | 1.558.826   | 77,1        | 80         | 62         | 18         | 15.029                    |         | 35        | 117       | 24         |
| 2013 | 1.427.940   | 1.893.187   | 75,4        | 84         | 60         | 24         | 16.999                    |         | 58        | 136       | 26         |
| 2016 | 1.525.675   | 1.931.235   | 79,0        | 84         | 57         | 27         | 18.162                    |         | 60        | 138       | 27         |
| 2019 | 1.605.000   | 2.029.000   | 79,1        | 87         | 60         | 27         | 18.448                    |         | 75        | 136       | 29         |
| 2021 | 1.649.420   | 2.085.160   | 79,1        | 86         | 55         | 31         | 19.179                    |         | 80        | 121       | 29         |